# Gustav Adolfshallen
Gustav Adolfshallen, i folkmun kallad GA-hallen, är en sporthall i Helsingborg, belägen väster om Gustav Adolfsskolan på Eneborg. Sporthallen är hemmaarena för Helsingborg BBK.

## Byggnaden
Sporthallen byggdes för att både fungera som en gymnastikhall för Gustav Adolfsskolan och andra skolor i området och för att nyttjas utanför skoltid av idrottsföreningar i staden samt andra arrangemang. Som gymnastikhall ersatte GA-hallen en äldre gymnastikbyggnad från 1905–1906, belägen söder om Gustav Adolfsskolan och liksom skolan ritad av Alfred Hellerström. Denna revs strax efter GA-hallens färdigställande. Lagom till att sporthallen invidges lades dock Gustav Adolfsskolan ner, även om andra skolor fortfarande kunde utnyttja hallen. I Gustav Adolfsskolans byggnad startades senare en ny, men mindre, kommunal grundskola genom F-3-skolan Söderskolan.
Hallen avlastade vid sin invigning ett stort behov av träningslokaler för flera av stadens idrottsföreningar. Den utnyttjades sedan starten som hemmaarena av basketklubben Helsingborg BBK, samt som träningslokal för handbollsklubben OV Helsingborgs damlag och innebandyklubben FC Helsingborg. Den kom även ett tag att användas som arena för rollerderbyklubben Helltown Hellcats. Hallen har även använts som konsertlokal.
Efter färdigställandet av Helsingborg Arena 2012 flyttade FC Helsingborg den största delen av sin verksamhet till den nya arenan, medan OV Helsingborgs damer flyttade tillbaka till Idrottens hus.